# Tláhuac
Tláhuac is een van de zestien gemeentes van Mexico-Stad. Tláhuac heeft 361.593 inwoners (2015).
Tláhuac is een relatief landelijke gemeente. Er bevinden zich verschillende plaatsen waaronder San Pedro Tláhuac, San Andrés Mixquic en San Juan Ixtayopan.